# Hemiceras phocas
Hemiceras phocas är en fjärilsart som beskrevs av William Schaus 1928. Hemiceras phocas ingår i släktet Hemiceras och familjen tandspinnare. Inga underarter finns listade i Catalogue of Life.